# 티트 소크
티트 소크(에스토니아어: Tiit Sokk, 1964년 11월 15일~) 혹은 티트 아우구스토비치 소크(러시아어: Тийт Аугустович Сокк)는 에스토니아의 농구 선수, 지도자로 현역 시절 포지션은 포인트 가드이다. 에스토니아 역사상 가장 위대한 농구 선수로 그리스 명문 농구팀인 파나티나이코스 BC에서 뛰었다.
소련 국가대표와 에스토니아 국가대표로 활동했으며 소련 농구 대표팀의 일원으로 1988년 하계 올림픽에서 금메달, 세계 선수권 대회 2회 준우승의 성과를 냈다.